# ميرتشيا نيديلتشو
ميرتشيا نيديلتشو (12 نوفمبر 1950 - 12 يوليو 1999) هو مؤلف قصص قصيرة وروائية وكاتب مقالات وناقد أدبي روماني، وأحد أبرز مؤيدي الجيل الثامن عشر في اللغة الرومانية. اعتمد النثر التجريبي في مؤلفاته، إذ جمع بين عناصر الروايات التقليدية مع الرواية الذاتية والنصية والتداخل والخيال في بعض الأحيان، شكّل عمله نقطة ربط بين ما بعد الحداثة والشكل البسيط من الواقعية الحديثة. يتضح هذا النهج في مجلداته من القصص ورواياته، كرواية التوت في الحقل، وعلاج الخداع، والمرأة ذات الرداء الأحمر، وهي قصة خيالية اشترك في كتابتها مع أدريانا بابيتشي وميرتشيا ميهايش.
من أتباع توجهات الأدب الطليعي الذي برز في ستينيات القرن العشرين وسبعينياته، شارك نيديلتشو في تأسيس جماعة الأشخاص الجدد إلى جانب جورج كراسيون وجورج إين وإيوان فلورا وجورج يوفا وإيوان لوكوستو وإميل باراشيفويو وسورين بريدا وكونستانتين ستان. يُعتبر صوتًا موثوقًا في صعيد ما بعد الحداثة، وورد ذكره في مختارات كتاب الاعتداءات 83، وتميز بموقفه الحر وأسلوب حياته الأكثر اندفاعًا. على الرغم من أن عدم خضوعه للسياسية وضعه في مواجهة النظام الشيوعي القمعي في عدة مناسبات، برز على الساحة الأدبية نظرًا لتكيفه مع بعض المتطلبات الشيوعية من أجل إيصال رسالته. كان من شأن سلوك التوجه هذا أن جعل نيديلتشو محطًا للجدل.
خلال الأعوام الأخيرة من حياته، عانى ميرتشيا نيديلتشو من سرطان في الغدد الليمفاوية، لمفوما هودجكين، وشكل صراعه مع هذا المرض محور موضوعات روايته غير المكتملة، زوديا سكافاندرولوي («علامة الغواص في أعماق البحار»). على الرغم من تباطؤ نشاطه بسبب العجز والخضوع لعمليات جراحية في العيادات الفرنسية، واصل نيديلتشو مساهماته على الساحة الأدبية، فعمل مروجًا ثقافيًا ومجادلًا خلال الفترة التي سبقت وفاته بوقت قليل. ينقسم النقاد فيما يتعلق بالأمور التي تتناول أهمية عمله، فمنهم من ينظر إليه على أنه شخصية غريبة الأطوار ومنهم من يصفه بأنه أحد كبار الكتاب التجريبيين في رومانيا.

## سيرته الذاتية

### نشأته
ولد نيديلتشو في منطقة شبه حضرية في فوندوليا، مقاطعة كالاراش، حيث عمل والداه، ستيفان وماريا، في الزراعة (عمل والد نيديلتشو كذلك في بيت الادخار، وهو مصرف تديره الدولة). شارك والداه في مقاومة نظام الزراعة الجماعية القسري، ما أدى إلى طرد أخته الكبرى من الجامعة لمدة عام واحد. تعرضت الأسرة كذلك إلى العديد من المضايقات التي مارستها السلطات الشيوعية بعد أن قرر صهرهم عبور الستار الحديدي، والاستقرار في الولايات المتحدة.
التحق ميرتشيا نيديلتشو بالمدرسة الابتدائية في بلدته الأصلية وبالمدرسه الثانوية في برانشتي، وانتقل بعد ذلك إلى العاصمة بوخارست لإكمال دراسته. درس في كلية الآداب بجامعة بوخارست، وتخصص في اللغتين الإنجليزية والفرنسية، وطور اهتمامًا بالجماعات البوهيمية والأممية وثقافة الستينيات المضادة، فجعل شعره ينمو طويلًا واطلع على التطورات الجديدة في الثقافة الغربية. تزامن الوقت الذي كان فيه طالبًا ينتمي إلى جماعة التحرير مع الحكم المبكر لنيكولاي تشاوتشيسكو، ووصف نيديلتشو تلك الفترة بأنها أتاحت للمثقفين الشباب الوصول إلى المواد الثقافية الأقل شعبية أو التي انتهى خضوعها للرقابة الرسمية. من المؤلفات التي قرأها نيديلتشو في مكتبة الجامعة: المجلة الفرنسية تي كيل وأعمال ميخائيل بولغاكوف وويليام فولكنر وجون دوس باسوس وجيروم ديفد سالينجر. كان لعدم التزامه أثر على حياته الطلابية؛ فبحسب ما ورد، لم يحضر سوى الدروس التي وجدها مثيرة للاهتمام، بينما أهمل جميع الدروس الأخرى.
كان نيديلتشو مقربًا من أصدقائه وزملائه في الدراسة، جورج كراسيون والرسام أيون دوميتريو، واعتاد قضاء إجازته في مقاطعة براشوف. خلال فترة وجوده في الكلية، ساهم في تأسيس جماعة الأشخاص الجدد، والتي تألفت كذلك من فلورا والثلاثي جورج (كراسيون وإين ويوفا). انضم آخرون إلى النادي لاحقًا، منهم لاكوستا باراسكيفيو وسورين بيردا وستان. بقيت جماعة الأشخاص الجدد، التي نشرت مجلة طلابية تحمل نفس الاسم، قائمة بعد تخرج أعضائها وصمدت أمام رد الفعل الشيوعي الوطني الذي افتُتح بخطاب أطروحات يوليو 1971، ولكنها بقيت مهمشة على الساحة الأدبية، ولم تُبدِ ردود فعل واضحة إزاء المبادئ التوجيهية التقييدية الجديدة التي فرضتها الزراعة الجماعية. ذكر نيديلتشو أنه «خلال جميع تلك السنوات وحتى عام 1980، كانت جماعة الأشخاص الجدد منفصلة تمامًا عن الحياة الأدبية الرسمية».
بعد إكمال دراسته في عام 1973، أوكل إليه بالعمل مدرسًا في مدرسة تقع في منطقة دلتا الدانوب النائية، ولكنه رفض ذلك، وعمل في عدة وظائف، بما في ذلك مرشدًا سياحيًا للأجانب. وفقًا للمؤرخة الأدبية ساندا كوردوش، فإن رفضه للوظيفة الأولى جعله عرضه للاشتباه في النظام السياسي بتهمة «التجسس». تمكن نيديلتشو من نشر أول عمل أدبي له، وهو قصة قصيرة تحمل عنوان المتحدث الرسمي، والتي نُشرت في مجلة لوتشافيرول عام 1977.

### سطوع نجمه
تدهورت حالة المؤلف الشاب في وقت لاحق من ذلك العام، عندما احتُجز لفترة وجيزة بتهمة التعامل مع العملات الأجنبية (والتي اعتُبرت جريمة جنائية آنذاك). ألهمه ذلك لكتابة قصة أخرى بعنوان المحكمة الجوية، والتي طبعتها مجلة لوتشافيرول كذلك. بعد وقت قصير من إطلاق سراحه، عثر في النهاية على وظيفة ثابتة، فبدأ العمل أمين مكتبة في دار نشر كارتا رومنيسكا (حيث كان من المقرر طباعة أعماله الأولى في الأدب على مدى الأعوام التالية). ذكر كوردوش أن دار النشر «أصبحت مكانًا أسطوريًا للقاء الكتاب الشباب من بوخارست وخارجها –السياسيين وليس الأدبيين المهمشين». أدلى المؤرخ والمراجع الأدبي أليكس ستيفنيسكو ببيان مماثل، ورأى أن أنشطة نيديلتشو كانت مسؤولة عن جعل المكتبة «ناديًا أدبيًا فريدًا من نوعه». وفقًا لكوردوش كذلك، كان نيديلتشو ما يزال يتعرض لضغوط سياسية بسبب علاقاته الأسرية ورفضه الانضمام إلى الحزب الشيوعي الروماني.